# Sarah & Marc in Love
Sarah & Marc in Love ist eine deutsche Doku-Soap mit der deutschen Sängerin Sarah Connor und ihrem US-amerikanischen Ex-Ehemann und Ex-Natural-Mitglied Marc Terenzi. Sie lief von 28. Juni bis 16. August 2005 auf ProSieben. Die DVD erschien am 25. November 2005. Ab 3. Juli 2008 wurde die Serie als Sarah & Marc crazy in Love auf ProSieben fortgesetzt. Am 1. November 2008 gaben beide ihre Trennung bekannt.

## Geschichte
Sarah Connor und Marc Terenzi trafen sich das erste Mal 2002. Terenzi war zu dieser Zeit Mitglied der Boyband Natural und Connor hatte gerade ihr zweites Album Unbelievable veröffentlicht. Sarah Connors Manager Carlo Vista wollte, dass die Beziehung der beiden geheim bleibt, aber kurze Zeit später wurde Sarah Connor schwanger, was eine Geheimhaltung unmöglich machte. Ihr Sohn Tyler wurde im Februar 2004 geboren.
Im Sommer 2005 startete die Reality-Show Sarah & Marc in Love. Jede Folge war eine Stunde lang und ähnelte vom Konzept her der Reality-Show Newlyweds: Nick and Jessica mit Nick Lachey und Jessica Simpson. Es wurde deutsch gesprochen, aber wenn sich Sarah und Marc stritten, geschah dies meist auf Englisch (mit deutschen Untertiteln).
Die Show handelt größtenteils von der Vorbereitung der Hochzeit. Der Hochzeitsplaner von Sarah und Marc war Frank Matthée. Nebenbei veröffentlicht Marc Terenzi sein neues Album, Sarah Connors Single zum Film Robots erscheint und sie verpatzt die Deutsche Nationalhymne während der Eröffnung der Allianz Arena. Die letzte Folge ist extra lang und zeigt den Tag und die Nacht des Hochzeitstages. Dies war die zweite Hochzeit der beiden, nachdem sie sich bereits kurz nach der Geburt des Sohnes Tyler das Ja-Wort gegeben hatten. Sarah Connors nächste Single Living to Love You erreichte Platz eins der deutschen Singlecharts und Marc Terenzis Song Love to be Loved by You stieg auf Platz drei ein. Diesen Song hatte er speziell für die Hochzeit geschrieben.

## Ausstrahlung und Einschaltquoten
Die erste Folge wurde am 28. Juni 2005 auf ProSieben ausgestrahlt. Diese sahen 2,60 Millionen Zuschauer bei einem Gesamtmarktanteil von 13,8 Prozent. In der werberelevanten Zielgruppe der 14- bis 49-Jährigen lag der Marktanteil bei 23,9 Prozent. Inhalt der Folge war der Umzug des Paares in ein neues Haus nach Wildeshausen.
2,41 Millionen Zuschauer bei einem Gesamtmarktanteil von 12,6 Prozent verfolgten die dritte Folge, die am 12. Juli 2005 gesendet wurde. Dies bedeutet in der werberelevanten Zielgruppe 2,00 Millionen Zuschauer bei einem Marktanteil von 21,7 Prozent.
Die fünfte Folge, die am 26. Juli 2005 ausgestrahlt wurde, war die Folge mit den bis dahin schlechtesten Werten: in der Gruppe der 14- bis 49-jährige Zuschauer konnten nur 1,65 Millionen Zuschauer bei einem Marktanteil von 17,5 Prozent erreicht werden.
Die neunte Folge am 23. August 2005 stellte das Staffelfinale und gleichzeitig, mit der Ausstrahlung der Hochzeit des Paares am Strand von Altafulla, den Höhepunkt dar. Die Folge konnte entsprechend Bestwerte vorweisen: 4,19 Millionen Gesamtzuschauer bei einem Marktanteil von 13,4 Prozent, 2,96 Millionen Zuschauer bei 23,3 Prozent in der werberelevanten Zielgruppe. Den ganzen Tag über wurden bei ProSieben Formate und Beiträge, die zum Thema Hochzeit passten, unter dem Motto Wedding Day gezeigt. So bspw. im Mittagsmagazin SAM.
Aufgrund des Erfolgs der Sendung strahlte ProSieben am 14. Dezember 2005 ein Weihnachtsspecial aus. Sarah & Marc – Das Weihnachtsspecial verfolgten jedoch nur 1,42 Millionen Zuschauer bei einem Marktanteil von 4,6 Prozent. In der werberelevanten Zielgruppe waren es 1,14 Millionen Zuschauer bei 8,5 Prozent Marktanteil, die Connor und Terenzi beim Singen von Weihnachtsliedern und Gesprächen rund um das Thema Weihnachten zusahen.

## Folgen
| Staffel 1 | Staffel 2 |
| --- | --- |
| - Aller Anfang ist schwer - Memories - Wasserspiele - Allianz-Arena - Knock Out - Relax, Sarah - Ich mach Dich „Fresh“ - Sarah in Sorge - Man muss auch mal NEIN sagen können - Ein Indianer kennt keinen Schmerz - Wer ist der Killer? - Wild, Wild West - Ich sehe was, was du nicht siehst - Die Party des Jahres | - Zoff In New York - Die Zwillinge kommen! - Entführung von Sarah - Sonne, Strand & Stripperin - Marc steht auf Reizwäsche - Sarahs Song für Summer - Ab in die USA - Terenzi Horror Nights |

## Ähnliche Formate
Nach dem Erfolg der Sendung strahlte RTL II ab dem 8. Mai 2006 das Format Tatjana & Foffi – Aschenputtel wird Prinzessin aus. Protagonisten der Sendung waren Tatjana Gsell und Ferfried Prinz von Hohenzollern. Auch die Hochzeitsvorbereitungen von Gülcan Karahanci und Sebastian Kamps wurde ab Juni 2007 in der Celebrity-Dokusoap Gülcans Traumhochzeit von ProSieben begleitet.